# Strebern
Strebern (engelska: The Hudsucker Proxy) är en amerikansk komedifilm från 1994 i regi av Joel och Ethan Coen. I huvudrollerna ses Tim Robbins, Jennifer Jason Leigh och Paul Newman.

## Handling
I december 1958 kommer Norville Barnes, från en småstad i Indiana, till New York i jakt på arbete. Han lyckas till slut få ett som posttjänsteman hos Hudsucker Industries. Samtidigt begår bolagets grundare och verkställande direktör, Waring Hudsucker, oväntat självmord under ett affärsmöte. Därefter får Sidney J. Mussburger, en hänsynslös styrelseledamot, reda på att Hudsuckers aktier kommer säljas till allmänheten. Han riggar då ett system för att kunna bli huvudaktieägare i företaget, genom att tillfälligt sänka dess aktiekurs, vilket han tänker ordna genom att tillsätta en inkompetent vd som ersättare för Hudsucker.
I postrummet tilldelas Norville uppgiften att leverera ett "blått brev" till Mussburger, brevet är topphemligt och avsänt från Hudsucker, strax före hans död. Norville tar då tillfället i akt att presentera en uppfinning som han har arbetat på, vilket visar sig vara en enkel ritning av en cirkel som han förklarar kryptiskt med "du vet, för barn". Detta får Mussburger att tro att Norville är en idiot, vilket gör att han väljer honom som ersättare för Hudsucker. 
Den Pulitzerbelönade journalisten Amy Archer, på tidningen Manhattan Argus, får i uppdrag att skriva ett reportage om Norville och ta reda vem mannen är som stigit så snabbt i graderna. Hon skaffar sig ett arbete hos Hudsucker Industries som hans sekreterare och utger sig för att vara från hans hemstad Muncie, Indiana. 

## Rollista i urval
- Tim Robbins - Norville Barnes
- Jennifer Jason Leigh - Amy Archer
- Paul Newman - Sidney J. Mussburger
- Jim True - Buzz, hisskillen
- Bill Cobbs - Moses, klockmannen
- Harry Bugin - Aloysius, vaktmästaren
- Bruce Campbell - Smitty, journalist på Argus
- John Mahoney - chefredaktör på Argus
- Charles Durning - Waring Hudsucker
- Patrick Cranshaw - ålderdomlig postsorterare
- Anna Nicole Smith - Za-Za
- Steve Buscemi - beatnikbartendern
- Sam Raimi - Hudsucker-idéspruta
- Jon Polito - Mr. Bumstead
- John Goodman - Rockwell, nyhetsutropare
- Peter Gallagher - Vic Tenetta